# Irrumatio
| Irrumatio (Irrumation) |
| --- |
| - Betydelse – aktiv (aggressiv) form av fellatio - Teknik – bärare av penis eller strap-on-dildo är aktiv part - Syfte – sexuell dominans |

Irrumatio (även irrumation) är en form av sexuellt umgänge. Den är en variant av fellatio, där penis används aktivt för oral penetration på ett sätt som efterliknar kraftfullt penetrerande av vagina eller anus. Penetrationen är oftast djup, och tekniken fungerar främst som en dominerande (se vidare BDSM) handling där den penetrerande parten står för all aktivitet.

## Teknik
Denna orala penetration förekommer i olika sorters pornografisk film – inte minst i våldspornografi, där fenomenet ofta är känt via det engelskspråkiga begreppet face fucking ('ansiktsknull'). I detta scenario agerar oftast en man aggressivt eller dominerande mot en annan person (inom heterosexuell pornografi i regel en kvinna). Penetrerandet innefattar olika höftrörelser och kan kombineras med fasthållande av den andra personens huvud.
I samband med produktion av vålds- eller tvångsrelaterade scener kan den penetrerade ibland ligga på rygg, med det uppochnedvända huvudet och ögonen vända mot kameran och betraktaren. I viss våldspornografi innehåller detta sceneri framkallande av kräkning, med ibland spektakulärt resultat och bland annat relaterad till emetofili.

### Varianter
Skillnaden mellan "normal" fellatio och irrumatio är att mannen vid det förstnämnda är passiv, medan irrumatio oftast syftar på att mannen är den aktiva parten. En kombination av växlande aktiv part är dock möjlig, där rörelsebegränsningen kan växla mellan parterna. En motsvarande dominerande oral teknik för kvinnor är ansiktsridning, där vaginabärarens kroppstyngd bidrar till kontroll över situationen.
I överförd betydelse kan irrumatio även användas för den sexteknik där mannen "penetrerar" mellan en persons ihophållna lår (intercruralt sex), bröst eller fötter.

## Hälsorisker och saliv
Irrumatio i pornografiska eller andra sammanhang innehåller vissa hälsorisker. Mottagarens andning kan försvåras (se luftvägsstopp), och framkallad kräkning kan utsätta olika kroppsdelar för magsyrehaltigt maginnehåll. Kräkning i sig är oftast en obehaglig upplevelse, med risk att försvåra andningen eller få maginnehåll i luftstrupen.
Dessa handlingar underlättas av en ökad kontroll av kräkreflexen. Vissa uppskattar känslan av att bli helt uppfylld i mun och svalg av en penis eller dildo, och det kan vara en andlig eller (menar vissa) läkande upplevelse. Detta förutsätter dock att kräkreflexen kan kontrolleras (om syftet inte är kräkning, exempelvis kopplat till emetofili). I samband med deep throat-övningar och annan ihållande stimulering av svalget sker ofta en ymnig utsöndring av en mer trögflytande form av saliv, vilket ger en mer visuell upplevelse på film och kan fungera som glidmedel i samband med intensiv fellatio.
Ens saliv blir också mer trögflytande i samband med andning genom munnen istället för genom näsan, eftersom luften torkar ut saliven. Även vissa halstabletter eller munvatten kan öka mängden saliv. Ett överskott av (trögflytande) saliv kan dock leda till kvävningsrisk, genom att man får ner saliven i andningsapparaten.

## Historik och etymologi
Substantiven irrumatio och irrumation, liksom det engelska verbet irrumate, stammar från latinets irrumāre (in och ruma, 'i' och 'bröst'). Den ursprungliga betydelsen, i antikens Rom, var är att tvinga fram manligt oralsex, som en sorts oral våldtäkt (os impurum). J.L. Butrica menade, i sin recension av R.W. Hoopers utgåva av The Priapus Poems (en diktsamling känd som Priapeia på latin, att denna och en del andra sexuella praktiker saknade uppenbara engelska motsvarigheter.
I antikens Rom sågs irrumation som den smutsigaste av alla sexuella handlingar. Där tilltvingade sig en man tillgång till en annan persons mun, och framkallade därefter kräkning för sexuell tillfredsställelse. I modern tid har praktiken ofta förknippats med produktion av våldspornografi, där den ofta används för teknikens chockeffekt och som en sexuellt förnedrande handling.